# Jonathan Sadowski
Jonathan Sadowski (Chicago, 23 novembre 1979) è un attore statunitense.

## Biografia
È conosciuto per aver interpretato Paul Antonio, il migliore amico di Viola Hasting, nel film She's the Man. Ha impersonato Trey in Die Hard - Vivere o morire e Henry Goodson nella commedia $#*! My Dad Says trasmessa dalla CBS. Sadowski interpreta Josh Kaminski sulla sitcom Young & Hungry - Cuori in cucina, con Emily Osment, che ha debuttato su ABC Family nel giugno 2014. Nello stesso anno interpreta Harry nel film Un amore di famiglia   per la regia di J.C. Khoury.

## Filmografia

### Cinema
- She's the Man, regia di Andy Fickman (2006)
- Die Hard - Vivere o morire (Live Free or Die Hard), regia di Len Wiseman (2007)
- Venerdì 13 (Friday the 13th), regia di Marcus Nispel (2009)
- Spring Breakdown, regia di Ryan Shiraki (2009)
- La concessionaria più pazza d'America (The Goods: Live Hard, Sell Hard), regia di Neal Brennan (2009)
- Chernobyl Diaries - La mutazione (Chernobyl Diaries), regia di Bradley Parker (2012)
- Un amore di famiglia (All Relative), regia di J.C. Khoury (2014)

### Televisione
- ET on MTV – serie TV (2000)
- NCIS - Unità anticrimine – serie TV, un episodio (2003)
- The Division – serie TV, un episodio (2004)
- Entourage – serie TV, un episodio (2007)
- Dr. House - Medical Division – serie TV, episodio 4x02 (2007)
- Chuck – serie TV, un episodio (2007)
- Terminator: The Sarah Connor Chronicles – serie TV, 3 episodi (2008)
- Two Dollar Beer, regia di Mike Binder – film TV (2009)
- $#*! My Dad Says – serie TV, 18 episodi (2010-2011)
- Young & Hungry - Cuori in cucina (Young & Hungry) – serie TV (2014-2018)
- Lethal Weapon – serie TV, 5 episodi (2018-2019)
- Legends of Tomorrow - serie TV, episodio 5x03 (2020)
- Sex/Life – serie TV, 6 episodi (2021-2023)

## Doppiatori italiani
Nelle versioni in italiano delle opere in cui ha recitato, Jonathan Sadowski è stato doppiato da:
- Emiliano Coltorti in NCIS - Unità anticrimine, La concessionaria più pazza d'America
- Nanni Baldini in Die Hard - Vivere o morire, Sex/Life
- Edoardo Stoppacciaro in Dr. House - Medical Division, Venerdì 13
- Francesco Pezzulli in $#*! My Dad Says
- Andrea Mete in Chernobyl Diaries - La mutazione
- Francesco Venditti in Young & Hungry - Cuori in cucina
- Gianluca Cortesi in The Good Doctor